# 10907 Savalle
10907 Savalle (1997 XG5) là một tiểu hành tinh vành đai chính được phát hiện vào ngày 6 tháng 12, năm 1997 khi Khảo sát tiểu hành tinh OCA-DLR tại Caussols. Tiểu hành tinh này được đặt theo tên của nhà lập trình viên thiên văn Renaud Savalle.